# Prințesa Louise a Prusiei (1808-1870)
Prințesa Louise a Prusiei (germană Luise Auguste Wilhelmine Amalie von Preußen; 1 februarie 1808 – 6 decembrie 1870) a fost al nouălea copil și a patra fiică a lui Frederic Wilhelm al III-lea al Prusiei și Louise de Mecklenburg-Strelitz.